# César Carignano
César Andrés Carignano (Freyre, 28 settembre 1982) è un ex calciatore argentino, di ruolo attaccante.

## Palmarès

### Club

#### Competizioni nazionali
- Campionato svizzero: 1

Basilea: 2004-2005

### Individuale
- Capocannoniere della Primera B Nacional: 1

2010-2011 (21 reti)